# Вишков (Чехия)
 Тази статия е за града в Чехия.  За града със същото име в Полша вижте Вишков.  
Вишков (на чешки: Vyškov; на немски: Wischau, Вишау) е град в Южноморавския край на Чехия, административен център на едноименния окръг. Населението му е 21 250 жители (по данни от 2016 г.). Разположен на река Хана, градът се намира на около 30 km североизточно от Бърно.
Вишков се намира почти в средата на историческата област Моравия, на границата на Драханското възвишение, Литенчицките хълмове и Горноморавската долина. Той е един от граничните градове в етнографския регион Хана.
Историческият център на града е обявен за градска историческа зона. Градът е наричан в миналото „Моравският Версай“ или „Ханацкият Версай“. Местната жп гара се нарича Вишков на Мораве' (името вероятно е дадено за разграничаване от едноименното село Вишков, което е получило допълнението в Бохемия).

## История
Населеното място за първи път е споменато през 1141 г. и до края на 18 век принадлежи на Оломоуцката епископия. От 13 век Вишков става център за германските заселници, които през 19 век обаче постепенно са асимилирани. До 2004 г., във Вишков е разположено военно училище на чешката армия. В града се намира Института по защита от оръжия за масово унищожение. В града има и увеселителен „Динопарк“.

## Население

### Структура
Развитието на населението за цялата община показано в таблицата по-долу:
| Градски части | Градски части | 1869   | 1880   | 1890   | 1900   | 1910   | 1921   | 1930   | 1950   | 1961   | 1970   | 1980   | 1991   | 2001   | 2011   |
| ------------- | ------------- | ------ | ------ | ------ | ------ | ------ | ------ | ------ | ------ | ------ | ------ | ------ | ------ | ------ | ------ |
| Брой жители   | в общината    | 10 103 | 10 747 | 11 270 | 11 921 | 12 801 | 12 432 | 12 341 | 13 630 | 13 922 | 15 433 | 19 288 | 22 696 | 22 514 | 21 391 |
| Брой къщи     | в общината    | 1024   | 1138   | 1261   | 1398   | 1627   | 1743   | 2094   | 2570   | 2473   | 2557   | 2657   | 3190   | 3246   | 3518   |

- Възрастова структура на населението на община Вишков през 2011 г.
- Семейно положение на жителите на Вишков през 2011 г.
- Образование на населението на Вишков през 2011 г.